# تپه گازر سنگ
تپه گازر سنگ مربوط به هزاره اول قبل از میلاد تا دوران‌های تاریخی پس از اسلام است و در شهرستان نظرآباد، بخش مرکزی، روستای گازر سنگ واقع شده و این اثر در تاریخ ۲ بهمن ۱۳۸۲ با شمارهٔ ثبت ۱۰۸۳۸ به‌عنوان یکی از آثار ملی ایران به ثبت رسیده است.